# San Rafael, Villa de Arista
San Rafael är en ort i Mexiko.   Den ligger i kommunen Villa de Arista och delstaten San Luis Potosí, i den centrala delen av landet, 400 km norr om huvudstaden Mexico City. San Rafael ligger 1 603 meter över havet och antalet invånare är 137.
Terrängen runt San Rafael är platt åt sydväst, men åt nordost är den kuperad. Runt San Rafael är det ganska glesbefolkat, med 23 invånare per kvadratkilometer. Närmaste större samhälle är San José del Arbolito, 2,2 km söder om San Rafael. Omgivningarna runt San Rafael är i huvudsak ett öppet busklandskap.